# 61 Cygni
61-Cygni er en stjerne i stjernebilledet Svanen. Stjernen befinder sig 11,4 lysår fra Solen. 61-Cygni er den første fiksstjerne, hvis afstand blev bestemt – ved parallaksemetoden; dette lykkedes for Friedrich Wilhelm Bessel i 1838.
61 Cygni kommer fra John Flamsteeds stjernekatalog fra 1700-tallet, og betyder at det var den 61. stjerne i Svanen (Cygnus), målt fra vest. 61 Cygni har senere vist sig at være en dobbeltstjerne, med HIPPARCOS-katalogbetegnelserne HIP 104214 (61 Cyg A) og HIP 104217 (61 Cyg B).
| Astronomi | Spire Denne artikel om astronomi er en spire som bør udbygges. Du er velkommen til at hjælpe Wikipedia ved at udvide den. |

Koordinater:  21h 06m 53.9434s, +38° 44′ 57.898″